# Phrynobatrachus horsti
Phrynobatrachus horsti es una especie de anfibio anuro de la familia Phrynobatrachidae.

## Distribución geográfica
Esta especie se encuentra en Congo-Brazzaville en los departamentos de Niari y Kouilou y en Gabón en las mesetas de Batéké entre los 554 y 728 m sobre el nivel del mar.

## Publicación original
- Rödel, Burger, Zassi-Boulou, Emmrich, Penner & Barej, 2015 : Two new Phrynobatrachus species (Amphibia: Anura: Phrynobatrachidae) from the Republic of the Congo. Zootaxa, n.º 4032, p. 55–80.[3]